# Antonio Basilio Cuervo
Antonio Basilio Cuervo Urisarri (Bogotá, 13 de junio de 1834-Ibídem, 19 de febrero de 1893) fue un militar, geógrafo, escritor, diplomático, abogado, periodista, historiador y político colombiano, miembro del Partido Conservador Colombiano.
Como militar participó de importantes campañas militares en su natal Colombia y en Brasil y los Estados Unidos. Como geógrafo escribió varios tratados relevantes en la materia, y trazó los límites fronterizos entre Colombia y Venezuela. También ejerció como Director de su partido.
Ejerció como presidente interno de Colombia los días 16 y 17 de enero de 1893, por encargo del titular Miguel Antonio Caro, durante una revuelta popular en Bogotá.

## Biografía
Antonio Cuervo nació en Bogotá, el 13 de junio de 1834, en el seno de una prestigiosa familia de criollos ilustrados de la ciudad.
Recibió una completa formación hasta alcanzar el título de abogado en el Colegio Mayor de Nuestra Señora del Rosario, si bien desde muy joven se involucró en asuntos militares, participando en las guerras civiles de 1851 y 1854 a nombre del Partido Conservador. Ése mismo año, Cuervo fundó el Liceo de Familia.
Su formación humanista se dio gracias a sus maestros Manuel Marroquín y Ulpiano González. Posteriormente se dedica (junto a la acitivdad militar) al estudio de los problemas fronterizos del país, convirtiéndose en una de las principales autoridades en la materia.
Cuervo participó ocasionalmente en varios conflictos internacionalesː Cuando estaba en el Imperio de Brasil, participó en la Cabanagem; durante su estancia en los Estados Unidos, Cuervo participó en la Guerra de Secesión, en 1861; y el 3 de julio de 1866, participó en la Batalla de Sodowa, en la provincia de Bohemia del Imperio austríaco, estando en todas y cada una de éstas confrontaciones por haber coincidido en las ciudades donde buscaba fortuna con sus negocios.
Entre 1876 fue nombrado presidente del Estado Soberano de Tolima, por el presidente liberal Aquileo Parra, siendo éste nombramiento el comienzo de su carrera política.

### Cargos públicos (1888-1893)
Posteriormente fue nombrado ministro de guerra de la recién nacida República de Colombia, el 3 de agosto de 1888, por el presidente Rafael Núñez. El 7 de agosto fue ratificado por el gobierno de Carlos Holguín Mallarino, quien fungía como ministro encargado de guerra previo al nombramiento de Cuervo, estando en el cargo hasta el 18 de mayo de 1890. El 11 de noviembre de 1891, el presidente Holguín lo nombró Gobernador de Cundinamarca, estando en el cargo hasta el 12 de agosto de 1892.
En 1888 también se le encargó el establecimiento de los límites geográficos entre Colombia y Venezuela, viajando a España para tal fin.
El nuevo vicepresidente, el cuñado del expresidente Holguín, el gobierno de Miguel Antonio Caro (quien ejercía las funciones de presidente tras la enfermedad del presidente Núñez), nombró a Cuervo ministro de gobierno, el 7 de agosto de 1892, y en diciembre del mismo año lo encargó del ministerio de guerra, estando por segunda vez a la cabeza de la cartera. Cuervo culminó sus actividades en ambos ministerios en febrero de 1893.

### Designatura Presidencial (1892-1894)
Estando aun en el ministerio de guerra y gobierno, Cuervo fue nombrando vicepresidente y como tal ejerció la presidencia interna, entre el 16 y el 17 de enero de 1893, durante una revuelta de artesanos en Bogotá, encargado por el vicepresidente Caro. Días después, Antonio Basilio Cuervo falleció en su natal Bogotá, el 19 de febrero de 1893 a los 58 años.

## Familia
Antonio era miembro de una prestigiosa familia colombiana. Era uno de los hijos del poeta y político conservador Rufino Cuervo y de su esposa María Francisca Urisarri. Uno de sus hermanos era el afamado filólogo y escritor Rufino José Cuervo Urisarri.
Contrajo matrimonio con María Luisa Amaya, de quien no se reporta descendencia.